# Curl Curl Lagoon
Curl Curl Lagoon oder Harbord Lagoon ist ein lagunenartiges Ästuar in Sydney im australischen Bundesstaat New South Wales. Sie wird westlich zum Fluss Greendale Creek.

## Geografie
Die Curl Curl Lagoon grenzt die Vororte Curl Curl und North Curl Curl voneinander ab. Das Gewässer ist rund 1100 Meter lang und bis zu 130 Meter breit. Am See liegen Adam Street Reserve, John Fisher Park sowie das Stirgess Reserve. Außerdem das Curl Curl Sports Centre mit den John Fisher Netball Courts und dem North Curl Curl Surf Life Saving Club.
Über die Lagune führen zwei Brücken, eine davon ist die Griffin Road.

## Geschichte und Etymologie
Die Sayce Familie zählt zu den frühsten Besiedlern des Gebietes. 1890 ließ sie sich an der Abbot Road, wo heute das Jugendzentrum liegt, nieder. 1921 wurde ein Junge durch starke Regenfällen aus der Curl Curl Lagoon ins Meer gespült. Daraufhin beschloss die Bevölkerung, einen Surf Club ins Leben zu rufen.
Curl Curl könnte sich aus dem Begriff curial curial der Dharug entwickelt haben, das übersetzt Fluss des Lebens bedeutet.
Mit Curl Curl Lagoon war früher die in Queenscliff ins Meer mündende Manly Lagoon gemeint. Auf die heutige Curl Curl Lagoon wurde mit Harbord Lagoon verwiesen, was auf den damals um einiges größeren Vorort Harbord, heute Freshwater, zurückzuführen ist.

## Schutz der Wasserqualität
Zum Schutz der Wasserqualität wurden mehrere Maßnahmen umgesetzt: Konstruktion und Instandhaltung des GPT, Pflanzung heimischer Pflanzen entlang der Ufer, Konstruktion eines rock weirs, Konstruktion einer Holzbrücke und Plattform sowie Zusammenarbeit mit Mitgliedern der Gemeinschaft, um Verschmutzung zu reduzieren.

## Freizeit
Um den See liegen viele Parks und Sporteinrichtungen.